# Montgomery M. Macomb

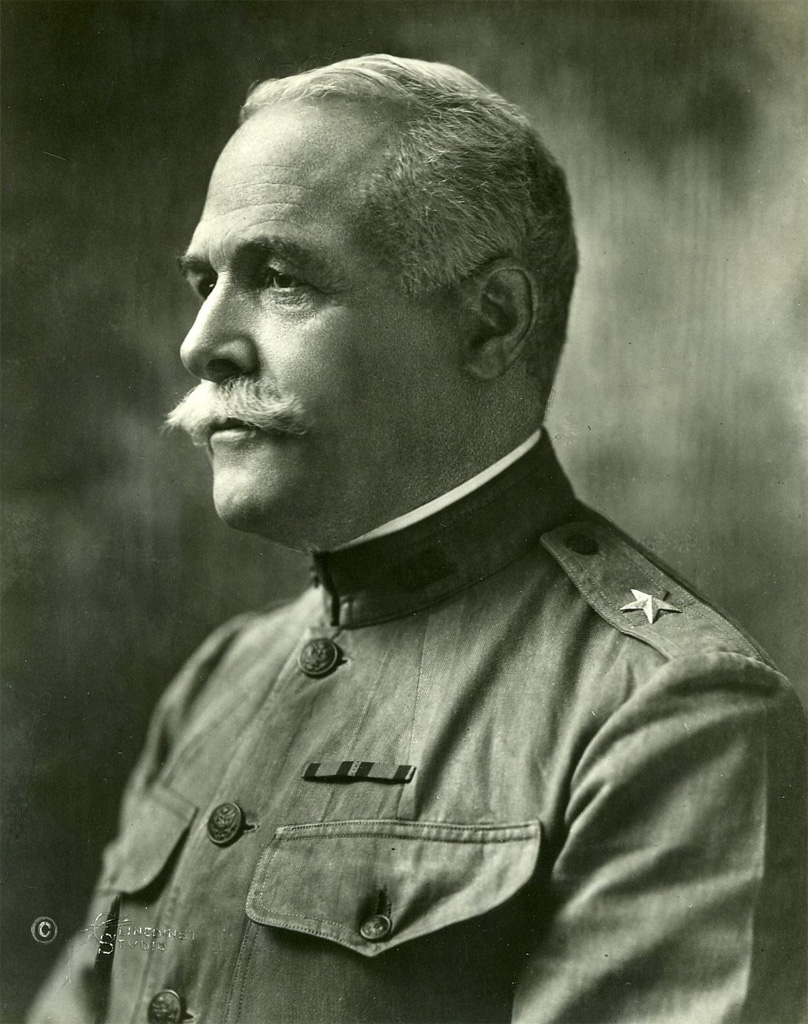
Brigadegeneral Montgomery M. Macomb

Montgomery Meigs Macomb (* 12. Oktober 1852 in Detroit, Wayne County, Michigan; † 19. Januar 1924 in Washington, D.C.) war ein Brigadegeneral der US Army, der zwischen 1911 und 1912, 1913 sowie erneut 1914 Kommandeur des Militärbezirks Hawaii (US Army District of Hawaii) beziehungsweise der Heeresabteilung Hawaii (Department of Hawaii) war.

## Leben
Macomb war das älteste von fünf Kindern von Oberst John Navarre Macomb, Jr., und dessen Ehefrau Ann Minerva Rodgers Macomb. Aus der ersten Ehe seines Vaters stammte sein älterer Stiefbruder John Navarre Macomb. Sein jüngerer Bruder Augustus Canfield Macomb war Oberstleutnant der US Army, während sein Großvater mütterlicherseits Commodore John Rodgers war, der 1803 Kommandeur des Mittelmeergeschwaders war. Zu seinen weiteren Vorfahren gehörte Philip Livingston, einer der Unterzeichner der Unabhängigkeitserklärung der Vereinigten Staaten, sein Großonkel General Alexander Macomb, der zwischen 1828 und 1841 Kommandierender General der US Army war, sowie Generalmajor Montgomery C. Meigs, der von 1861 bis 1882 Generalquartiermeister der US Army war.
1869 begann er zunächst ein Studium an der Yale University, das er 1870 jedoch abbrach, um eine Offiziersausbildung an der US Military Academy in West Point, die er 1874 als Viertbester seines Jahrgangs abschloss. Zu Beginn seiner militärischen Laufbahn diente er an der Grenze sowie bei geologischen Expeditionen im Westen der USA. Nach Abschluss der Artillerieschule 1886 setzte er seine militärische Laufbahn fort und nahm an verschiedenen Einsätzen im In- und Ausland wie zum Beispiel im Spanisch-Amerikanischen Krieg teil. Er war unter anderem Chef der Leichten M-Batterie des 7. Feldartillerieregiments sowie Kommandeur des 6. Feldartillerieregiments.
Am 15. November 1910 erfolgte Macombs Beförderung zum Brigadegeneral. Als solcher wurde er am 1. Oktober 1911 Kommandeur des Militärbezirks Hawaii (US Army District of Hawaii) und bekleidete diesen Posten bis zu seiner Ablösung durch Oberst George K. McGunnegle am 5. Dezember 1912. Während dieser Zeit erfolgte 1911 die Umbenennung in Abteilung Hawaii (Department of Hawaii). Am 14. Februar 1913 löste er wiederum Oberst George K. McGunnegle als Kommandeur der nunmehr in Hawaii-Abteilung (Hawaiian Department) der US Army umbenannten Einheit ab, das er jedoch bereits am 3. April 1913 an Brigadegeneral Frederick N. Funston übergab. Am 23. Januar 1914 übernahm er als Nachfolger von Brigadegeneral Frederick N. Funston abermals den Posten als Kommandeur der Hawaii-Abteilung und hatte diesen bis zum 12. März 1914 inne, woraufhin Generalmajor William Harding Carter ihn ablöste. Danach wurde er Kommandant des US Army War College und verblieb auf diesem Posten bis zu seinem Eintritt in den Ruhestand am 12. Oktober 1916. Nach dem Kriegseintritt der USA in den Ersten Weltkrieg am 6. April 1917 wurde Macomb in den aktiven Militärdienst zurückbeordert und fungierte bis zu seiner Versetzung in den Ruhestand am 22. März 1918 als Standortkommandant von Fort Sill.
Macomb war seit dem 7. Oktober 1908 mit Caroline Walter Luce Macomb, einer Tochter von Konteradmiral Stephen Bleecker Luce, verheiratet und wurde nach seinem Tode auf dem Nationalfriedhof Arlington bestattet.

## Weblink
- Gen Montgomery Meigs Macomb in der Datenbank Find a Grave